# Diocesi di Adrianopoli di Pisidia
La diocesi di Adrianopoli di Pisidia (in latino Dioecesis Hadrianopolitana in Pisidia) è una sede soppressa del patriarcato di Costantinopoli e una sede titolare della Chiesa cattolica.

## Storia
Adrianopoli di Pisidia, identificabile con Şarkikaraağaç nell'odierna Turchia, è un'antica sede episcopale della provincia romana della Pisidia nella diocesi civile di Asia. Faceva parte del patriarcato di Costantinopoli ed era suffraganea dell'arcidiocesi di Antiochia.
La diocesi è documentata nelle Notitiae Episcopatuum del patriarcato di Costantinopoli fino al XII secolo.
Le Quien attribuisce a questa diocesi diversi vescovi. Olimpio, vescovo e teologo anti origenista nella prima metà del III secolo, menzionato nella Hierarchia ecclesiastica dello pseudo-Dionigi l'Areopagita. Telemaco prese parte al primo concilio ecumenico celebrato a Nicea nel 325.Temistio partecipò al primo concilio di Costantinopoli nel 381, e il 31 maggio dello stesso anno fu uno dei testimoni nella redazione del testamento di Gregorio Nazianzeno. Florenzio intervenne al concilio di Calcedonia nel 451 e sottoscrisse nel 458 la lettera dei vescovi della Pisidia all'imperatore Leone I dopo la morte del patriarca Proterio di Alessandria. Nel 518 il vescovo Conone sottoscrisse una lettera sinodale contro Severo di Antiochia e il partito monofisita. Talelaio partecipò al secondo concilio di Costantinopoli nel 553.
Cosma e Sofronio presero parte rispettivamente ai concili di Costantinopoli dell'869-870 e dell'879-880 che trattarono la questione del patriarca Fozio di Costantinopoli. Tuttavia Le Quien inserisce il vescovo Cosma anche nelle cronotassi di Adrianopoli di Emimonto, di Adrianopoli di Onoriade e di Adrianopoli di Epiro. Secondo Stiernon, non si tratta di tre vescovi omonimi, ma dello stesso vescovo, la cui attribuzione a Adrianopoli di Onoriade è indubitabile. Anche circa Sofronio, Stiernon ritiene che, a causa del disordine delle liste episcopali del concilio dell'879-880, non è chiara la sua reale sede di appartenenza e questo vescovo potrebbe spettare anche alla diocesi di Adrianopoli di Onoriade.
La sfragistica ha restituito i nomi di due vescovi, i cui sigilli sono entrambi datati al X secolo, Nicola e Giorgio. Circa quest'ultimo vescovo, l'assenza nel sigillo di ulteriori indicazioni non permette di chiarire se Giorgio sia stato vescovo di Adrianopoli di Pisidia, oppure delle sedi omonime di Adrianopoli di Pisidia Onoriade e Adrianopoli di Epiro.
Come molte altre diocesi del patriarcato, anche Adrianopoli dovette scomparire nel XII/XIII secolo con l'occupazione turca dell'Anatolia.
Dal 1933 Adrianopoli di Pisidia è annoverata tra le sedi vescovili titolari della Chiesa cattolica; la sede è vacante dal 20 dicembre 1970. Il titolo è stato assegnato in tre sole occasioni: a Leo Aloysius Pursley, vescovo ausiliare di Fort Wayne negli Stati Uniti d'America; a Bernardino N. Mazzarella, vescovo della prelatura territoriale dell'Immacolata Concezione di Olancho, oggi diocesi di Juticalpa in Honduras; e a Filemón Francisco Castellano, vescovo dimissionario di Lomas de Zamora in Argentina.

## Cronotassi

### Vescovi greci
- Olimpio ? † (III secolo)
- Telemaco † (menzionato nel 325)
- Temistio † (menzionato nel 381)
- Florenzio † (prima del 451 - dopo il 458)
- Conone † (menzionato nel 518)
- Talelaio † (menzionato nel 553)
- Cosma ? † (menzionato nell'869)
- Sofronio ? † (menzionato nell'879)
- Nicola † (X secolo)
- Giorgio ? † (X secolo)

### Vescovi titolari
- Leo Aloysius Pursley † (22 luglio 1950 - 29 dicembre 1956 nominato vescovo di Fort Wayne)
- Bernardino N. Mazzarella, O.F.M. † (20 luglio 1957 - 13 marzo 1963 nominato vescovo di Comayagua)
- Filemón Francisco Castellano † (16 aprile 1963 - 20 dicembre 1970 dimesso)